# Aviva (empresa)
Aviva plc (LSE: AV, NYSE: AV.) é um grupo empresarial britanico do setor dos seguros, fundado em maio de 2000 após a fusão da GGU plc e da Norwich Union no valor de mais de 19 bilhões de libras, com a fusão cerca de 5000 pessoas foram demitidas (4000 no Reino Unido) a fusão tinha como objetivo formar uma grande empresa de seguros global para conseguir concorrer com outras grandes empresas do ramo como a alemã Allianz e a francesa AXA. no inicio da fusão em 2000 a empresa se chamava CGNU porém em Abril de 2002 os acionistas mudaram o nome da empresa para Aviva.
Sua sede fica em St Helen's Tower, Londres, em 2011 possuia mais de 43 milhões de clientes em 21 países.

## Operações
- Reino Unido
  - Aviva Life - Pensões, investimentos, seguros de vida e de poupança de longo prazo.
  - Aviva Seguros - Seguros Gerais.
  - Aviva Investors - Investimentos em empresas

- Estados Unidos
  - Aviva USA Corporation

- Irlanda
  - Aviva Direct
  - Aviva Health

- Polónia
  - Aviva Poland

- Espanha
  - Aviva España

- Países Baixos
  - Delta Lloyd Group (participação de 43%)

- Canadá
  - Aviva Canadá

- França
  - Aviva France

- China
  - Aviva-Cofco

- Índia
  - Aviva India

- Malásia
  - CIMB Aviva

- Singapura
  - Aviva Singapure

- Turquia
  - AvivaSA Emeklilik
  - Aviva Sigorta

- Taiwan
  - First Aviva

- Sri Lanka
  - Aviva Sri Lanka

- Rússia
  - Aviva Russia

- Itália
  - Aviva Italia Holding S.p.A.

- Coreia do Sul
  - Woori Aviva